# Karel Podhajský
Karel Podhajský (* 24. ledna 1973) je bývalý český fotbalista, brankář.

## Fotbalová kariéra
V lize hrál za SK Hradec Králové a FK Jablonec. V naší nejvyšší soutěži odchytal 161 utkání. Za reprezentaci do 21 let nastoupil ve 2 utkáních. Po skončení aktivní kariéry působí jako trenér brankářů a asistent.